# Pulverrohmasse
Pulverrohmasse ist ein feuchtes Gemisch aus Nitrocellulose und Sprengölen (Wassergehalt ca. 35 %) vor Zugabe von Stabilisatoren. Sie dient als Ausgangsprodukt zur Herstellung mehrbasiger Treibladungspulver.
Nach dem Ersten Weltkrieg wurden die noch in größerem Umfang vorhandenen Bestände an Pulverrohmasse mit Natronsalpeter oder Kaliumperchlorat vermischt und so ein zivil nutzbarer Sprengstoff hergestellt. Die Detonation kann nur durch eine starke Sprengkapsel erreicht werden. Außerdem wurde Pulverrohmasse anstelle von Kollodium zur Herstellung von Sprenggelatine verwendet.
Pulverrohmasse mit mindestens 25 % Wasser hat die UN-Nummer 0159, solche mit mindestens 17 % Ethanol die UN-Nummer 0433. Für den Transport muss Pulverrohmasse aus Sicherheitsgründen mindestens 25 % Wasser enthalten (Transportfeuchte). Fällt der Feuchtegehalt unter 20 %, so steigt die mechanische Empfindlichkeit. Bei unter 10 % Feuchte ist Pulverrohmasse reib- und schlagempfindlich sowie empfindlich gegen elektrostatische Entladung. Wird die Pulverrohmasse vor der weiteren Verarbeitung mit Warmluft getrocknet, so darf nach DGUV-Regel 113-017 („Tätigkeiten mit Explosivstoffen“) die Temperatur der Pulverrohmasse 45 °C nicht übersteigen. Zudem darf es in der Abluft nicht zu einer gefährlichen Anreicherung von Sprengölkondensaten kommen.